# Holisme
 Der er for få eller ingen kildehenvisninger i denne artikel, hvilket er et problem. Du kan hjælpe ved at angive troværdige kilder til de påstande, som fremføres i artiklen.

Holisme (fra græsk: holos, hel), er en filosofisk eller videnskabsteoretisk retning, der lægger vægt på at betragte fænomener som helheder, snarere end som sammensatte enkeltdele. Holisme siger bl.a., at helheden er mere end summen af delene. I de seneste par årtier er det næsten blevet et modefænomen at tale om et holistisk menneskesyn, navnlig i forhold til sundhed; men holisme optræder i mange andre sammenhænge.
Et holistisk menneskesyn tænker på "det hele menneske" og betragter mennesket ud fra synspunktet: at et menneske kun kan fungere, hvis det tager alle menneskets behov i betragtning. Ved det "hele menneske"/"det holistiske menneske" tænkes der både på de psykiske og fysiske behov, som må være i overensstemmelse med dette menneskets behov. Det drejer sig om den psykiske såvel som den fysiske næring og omsorg, som dette menneske har behov for.
I politik optræder holisme også – partier kan eksempelvis have en holistisk sundheds- eller uddannelsespolitik.
Andre eksempler på holisme er indenfor evolutionær agroøkologi og fodboldhold. Indenfor evolutionær agroøkologi kan fx indenfor planteforædling evaluere testplanten som en del af en gruppeydelse - og dermed ikke kun som ydelse lig antal gange enkeltindividydelse (det samme med foldboldspillere).
Holisme kan siges at stå i modsætning til reduktionisme.